# Lepadella kostei
Lepadella kostei is een raderdiertjessoort uit de familie Lepadellidae. De wetenschappelijke naam van deze soort is voor het eerst geldig gepubliceerd in 1966 door Wulfert.